# ピエール＝ヴィクトル・ド・ブザンヴァル・ド・ブルンシュタット

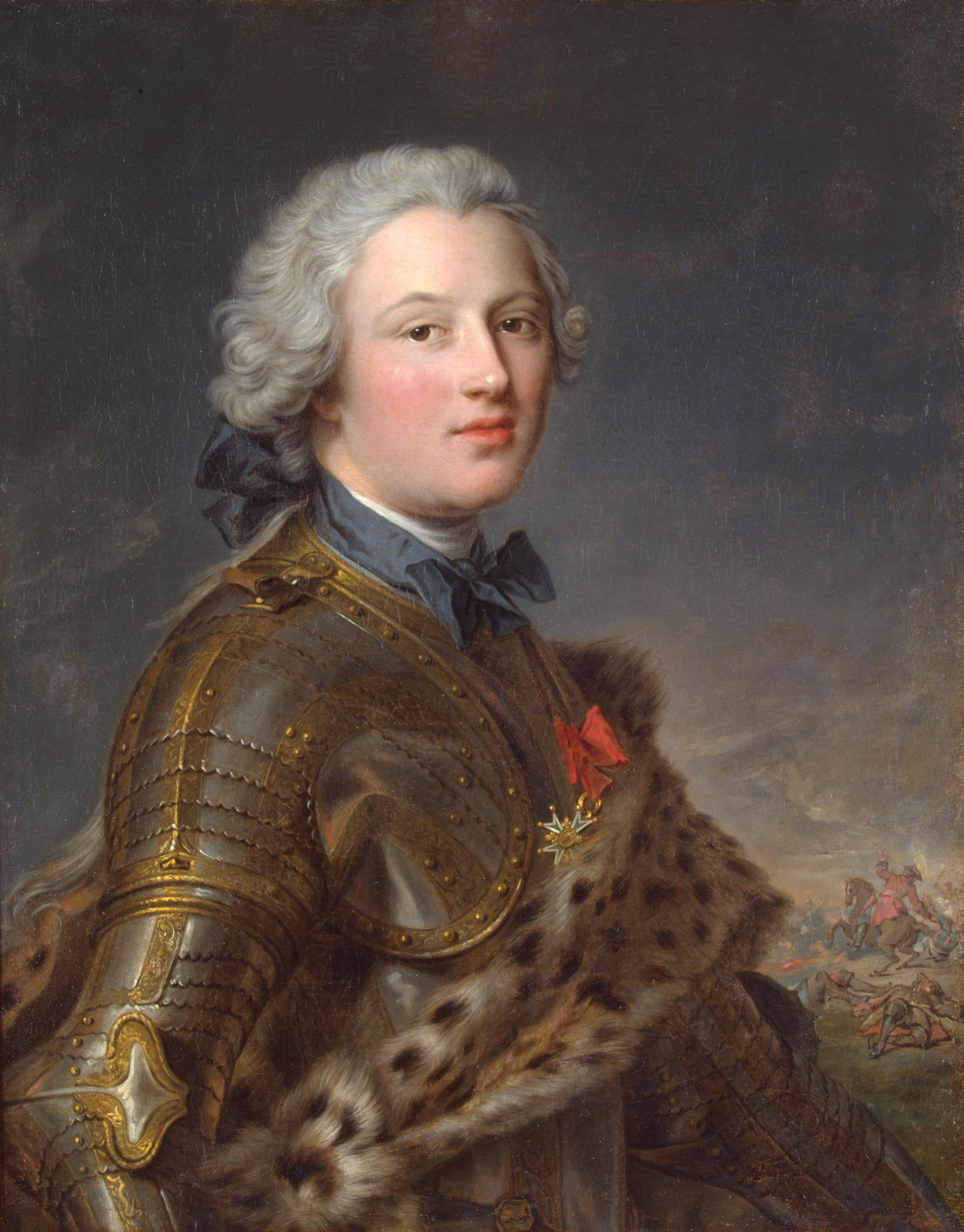
若い頃のブザンヴァル男爵、ジャン＝マルク・ナティエ画。

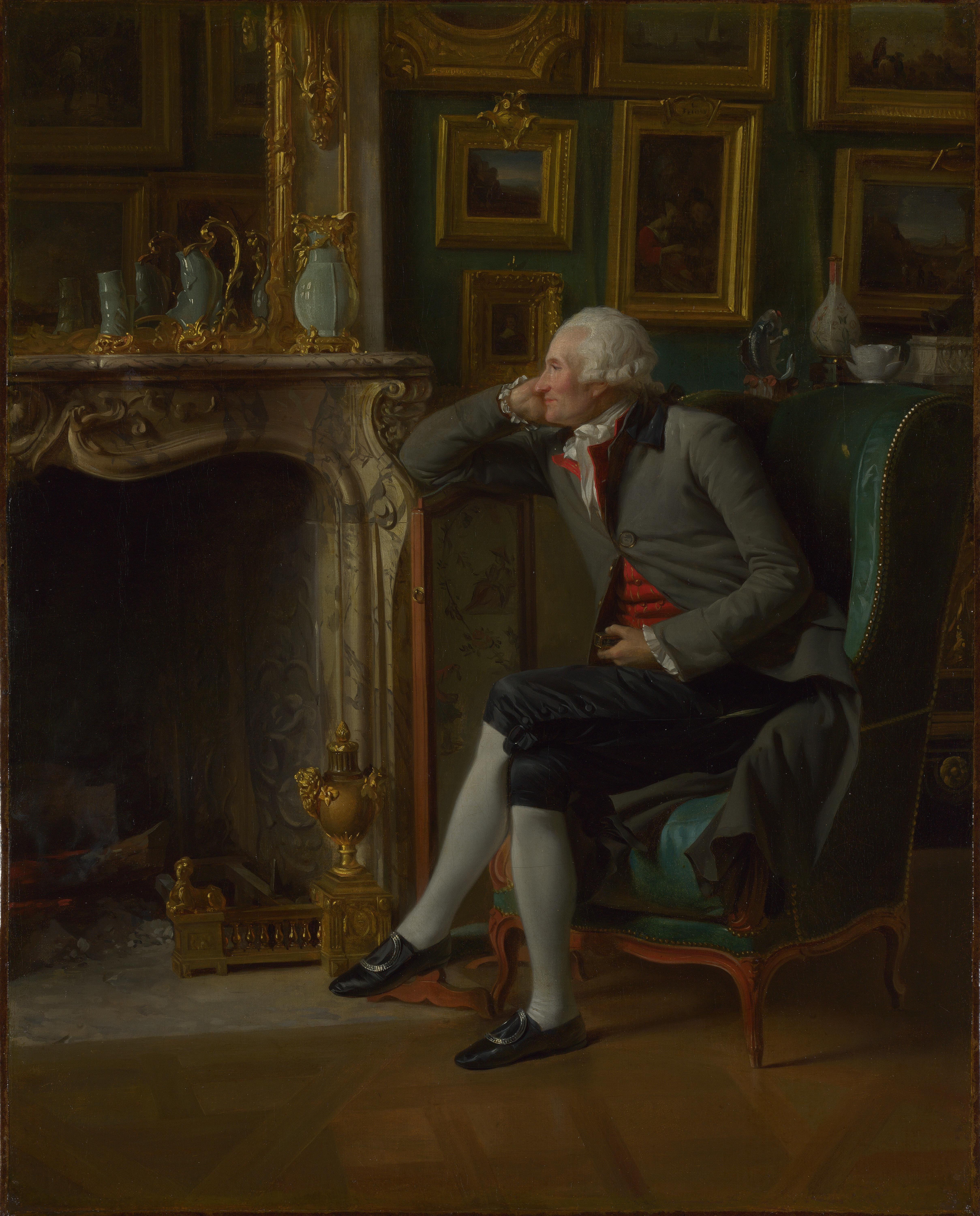
ピエール＝ヴィクトル・ド・ブザンヴァル・ド・ブルンシュタットの肖像画、アンリ＝ピエール・ダンルー画、1791年。

ピエール＝ヴィクトル・ド・ブザンヴァル・ド・ブルンシュタット男爵（フランス語: Pierre-Victor de Besenval de Brünstatt、1721年10月14日 ゾロトゥルン - 1794年6月2日 パリ）は、フランス王国の軍人。ギャルド・スイスの最後の隊長で、フランス革命最初期における役割で知られる。

## 生涯
ギャルド・スイス隊長ジャン＝ヴィクトル・ド・ブザンヴァル・ド・ブルンシュタット男爵の息子として、ゾロトゥルンで生まれた。オーストリア継承戦争中にブロイ公爵の侍従武官を務め、七年戦争ではオルレアン公ルイ・フィリップ1世の侍従武官を務めた。その後はギャルド・スイスの隊長になった。
1789年にフランス革命が勃発したとき、ブザンヴァルは王党派に留まり、国王ルイ16世が7月にパリで集結させた軍勢の指揮官を務めた。しかし、ルイ16世が軍勢を集結させたことが引き金となって7月14日にバスティーユ襲撃がおこり、ブザンヴァルは無為無策でしかも逃亡しようとした。彼は逮捕されてシャトレの裁判所で裁判にかけられたが、無罪判決を受け、以降は世に知られずに暮らして1794年にパリで死去した。
死後、回想録が1805年から1807年にかけてルイ＝フィリップ・ド・セギュールによって出版された。回想録にはルイ16世と王妃マリー・アントワネットの宮廷に関する中傷的な話が多く含まれたが、ブリタニカ百科事典第11版によると、それらの話が真実かどうかは定かではないという。